# Heho Airport
Heho Airport är en flygplats i Myanmar.   Den ligger i regionen Shanstaten, i den centrala delen av landet, 130 km nordost om huvudstaden Naypyidaw. Heho Airport ligger 1 187 meter över havet.
Terrängen runt Heho Airport är varierad. Runt Heho Airport är det ganska tätbefolkat, med 75 invånare per kvadratkilometer. Närmaste större samhälle är Nyaungshwe, 17,6 km sydost om Heho Airport. I omgivningarna runt Heho Airport växer huvudsakligen savannskog.